# 愛しき日々
『愛しき日々』（いとしきひび）は、1986年10月に発売された堀内孝雄のシングルである。

## 背景
表題曲は、日本テレビ系の年末時代劇『白虎隊』（1986年）の主題歌として使用された、堀内の代表曲の一つ。カラオケのイメージ映像では同作の映像を使っている機種もある。

## 紅白歌合戦での披露
年末恒例の『NHK紅白歌合戦』では、1991年（第42回）・1997年（第48回）・2006年（第57回）と過去3回歌唱されている。

## チャート成績
オリコンでも最高で4位を獲得し、累計売上は40万枚を記録した。

## 収録曲
- 全作詞：小椋佳、作曲：堀内孝雄

1. 愛しき日々
編曲：川村栄二
2. あなたが美しいのは（ニュー・ヴァージョン）
編曲：星勝

## カバー
- 小椋佳 - 1992年、アルバム『THEME SONGS』収録
- テレサ・テン - 1987年、アルバム『全曲集』収録
- 石原詢子 - 2009年、DVD『デビュー20周年記念 石原詢子リサイタル〜今・感謝を込めて〜』収録
- ジェロ - 2011年、アルバム『COVERS4』収録
- 最上川司 - 2015年、アルバム『奥の唄道』収録